# 原襄公
原襄公（?—?），春秋时期原国国君，伯爵。鲁宣公十六年（前593年）冬，晋侯晉景公派士会朝见王室，周定王召见他，原襄公相礼，殽烝。
| 前任： 原莊公 | 原国国君 | 繼任： 不详 |